# Khoratpithecus
Khoratpithecus o corapiteco es un género de homínido, que se cree estar relacionado con el linaje de los orangutanes, está representado por tres especies fósiles conocidas como K. chiangmuanensis (antes Lufengpithecus chiangmuanensis), K. piriyai y K. ayeyarwadyensis. Estas especies fueron descubiertas en el sudeste asiático (Tailandia y Birmania) y están fechadas en el Mioceno Medio y Superior, respectivamente.

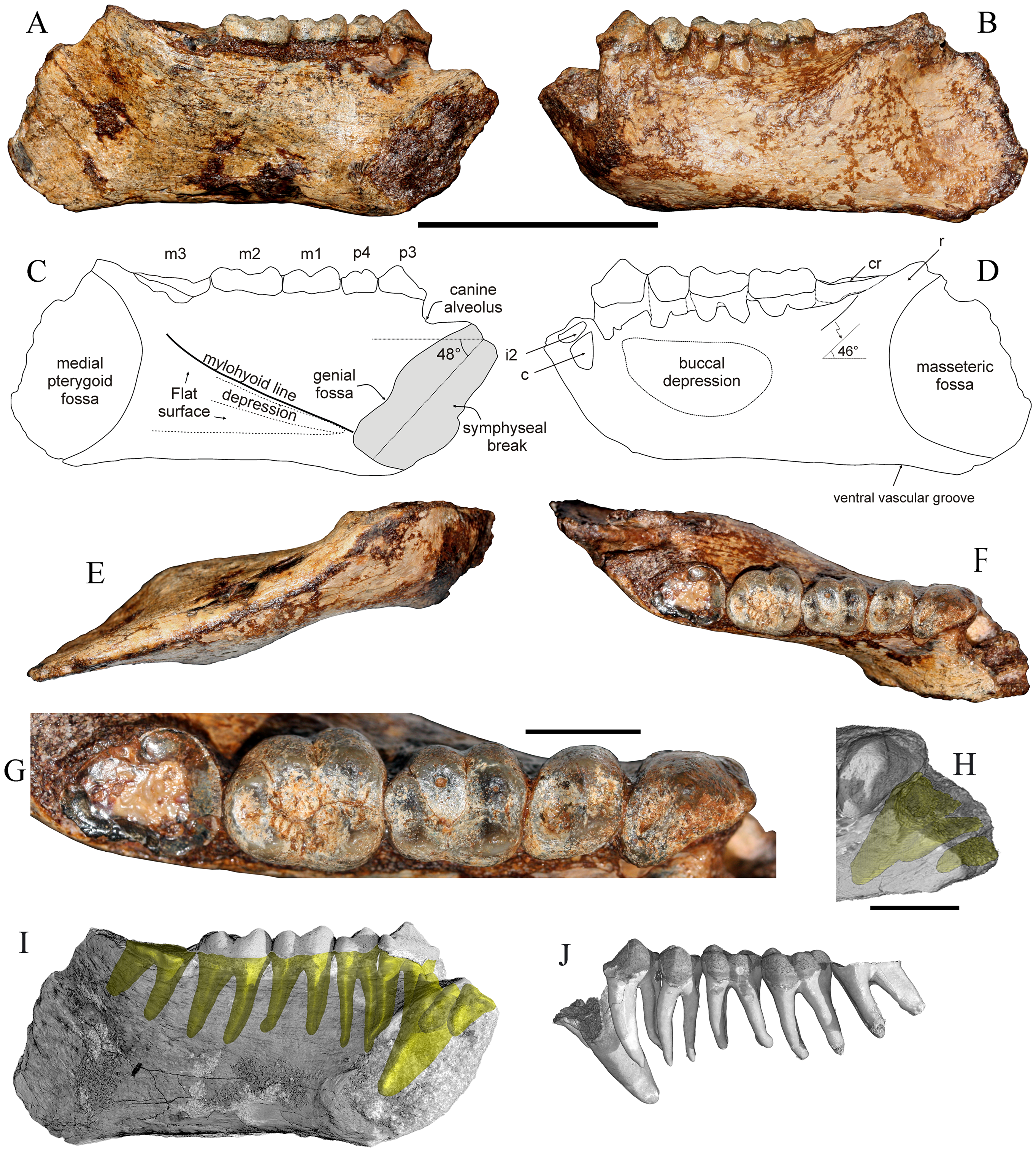
Mandíbula holotipo de Khoratpithecus ayeyarwadyensis de Birmania.

En este estudio, los análisis de textura topográficos dentales y micro se utiliza para examinar los molares de ambas especies, con el objetivo de la comprensión de sus preferencias alimenticias. Aunque los datos de muestra para Khoratpithecus son escasos, están a un nivel similar en comparación con la recaudación de datos de otros monos existentes. Pruebas ambientales, tales como restos botánicos y los datos sedimentológicos, también son considerados para las comparaciones para la reconstrucción de la dieta. Los resultados de los análisis topográficos dentales sugieren que las dos especies fósiles que se adaptan mejor a una dieta de frutas que a una de las hojas, al igual que el orangután o el chimpancé de hoy en día. Los resultados de los análisis sugieren que las frutas preferidas por Khoratpithecus era de frutas duras o semillas. Y, por último, el punto de evidencia botánica y el estudio de sedimentos de los ambientes de Khoratpithecus habría sido compatible con una fruta que comen las especies. Dado el pequeño tamaño de las muestras disponibles para análisis, sin embargo, las sentencias definitivas aún no son posibles en este momento.